# Cyclone Larry
Pour les articles homonymes, voir Cyclone tropical Larry.
Le cyclone Larry est un cyclone tropical qui toucha l'Australie pendant la saison des cyclones 2005–2006 de l'hémisphère sud. Il a été classé de force 5.
Il a affecté le nord du Queensland, provoquant des pluies torrentielles et vents violents. Il est considéré comme le pire cyclone à frapper les côtes du Queensland depuis 1931.